# Vor Frelsers Kirke (Esbjerg)
|  | For kirker med samme navn i andre byer, se: Vor Frelsers Kirke |
Vor Frelsers kirke ligger i Vor Frelsers Sogn, Skast Herred, Ribe Amt.

## Bygningen
Kirken er den første, der blev opført i Esbjerg, og blev til efter en landsdækkende indsamling i 1885-1886, da man manglede en kirke ved den stærkt voksende bebyggelse omkring Esbjerg havn. Den blev tegnet af arkitekterne Schiøtz og Axel Møller fra København. Sidstnævnte stod også for en udvidelse af kirken i 1896, hvor der blev tilføjet to korsarme. Kirken er opført i røde teglsten i nyromansk stil med indgang i tårnet.
Skibet er dækket af tøndehvælv, der ved korsarmene går over i et grathvælv. Tårnet har flat bjælkeloft.
Frem til slutningen af 1920'erne var hvælvene malet som en stjernehimmel, men i 1928 blev der lavet en række kalkmalerier af maleren Ole Søndergaard. Korsfæstelsen findes således på triumfvæggen.

## Inventaret
Kirkens oprindelige inventar fra 1887 og 1896 bliver stadigvæk benyttet. Altertavlens maleri er ligesom kalkmalerierne udført af Ole Søndergaard i 1928, medens døbefonten er en ægte romansk døbefont, man fandt i Jerne præstegårdshave, og forsynede med en ny sokkel. Prædikestolen stod oprindeligt i skibets sydøstre hjørne, men flyttedes efter ombygningen i 1896 til korsskæringens nordøsthjørne.
Orgelet stammer fra 1929, og er bygget af Marcussen og Søn, Åbenrå. Det blev renoveret i 1944.

Kirkeskibet forestiller en bark ved navn "Ansgar", og er givet af skibsbygger Jørgen Borregaard Christensen i Esbjerg i 1956.

## Eksterne kilder og henvisninger
- Vor Frelsers Kirke Arkiveret 31. januar 2011 hos  Wayback Machine hos nordenskirker.dk
- Vor Frelsers Kirke hos KortTilKirken.dk
- Vor Frelsers Kirke i bogværket Danmarks Kirker (udg. af Nationalmuseet)

- Wikimedia Commons har flere filer relateret til Vor Frelsers Kirke (Esbjerg)